# Obiegnik

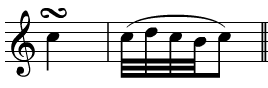
Zapis i realizacja obiegnika umieszczonego nad nutą.

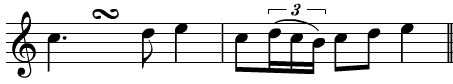
Zapis i realizacja obiegnika umieszczonego nad obszarem pomiędzy nutami.

Obiegnik (wł. gruppetto) – ozdobnik polegający na wykonaniu w krótkich wartościach rytmicznych linii melodycznej złożonej z: 
- dźwięku ozdabianego (może być pominięty);
- dźwięku o sekundę wyżej;
- ponownie dźwięku ozdabianego;
- dźwięku o sekundę niżej;
- powrotu na dźwięk ozdabiany.

Jeżeli symbol obiegnika nie posiada nad lub pod sobą znaków chromatycznych, obiegnik wykonuje się za pomocą dźwięków gamowłaściwych; jeżeli symbol zawiera znaki chromatyczne, należy je uwzględnić w realizacji.
Obiegnik może być zanotowany wprost nad nutą ozdabianą bądź nad pustą przestrzenią pomiędzy dwiema nutami. W pierwszym przypadku obiegnik wykonuje się natychmiast, skracając nutę ozdabianą (bądź pomijając ją całkowicie), w drugim - wykonanie obiegnika opóźnia się, przybliżając je w czasie do momentu zagrania kolejnego dźwięku.
Wyjątkowo występuje obiegnik realizowany od dolnej sekundy: wówczas jego symbol jest przekreślony pionową linią, podobnie jak w przypadku mordentu dolnego.